# Parasitskivlav
Parasitskivlav (Rimularia insularis) är en lavart som först beskrevs av William Nylander och fick sitt nu gällande namn av Rambold & Hertel. 
Parasitskivlav ingår i släktet Rimularia och familjen Trapeliaceae.  Arten är reproducerande i Sverige. Inga underarter finns listade i Catalogue of Life.

## Källor

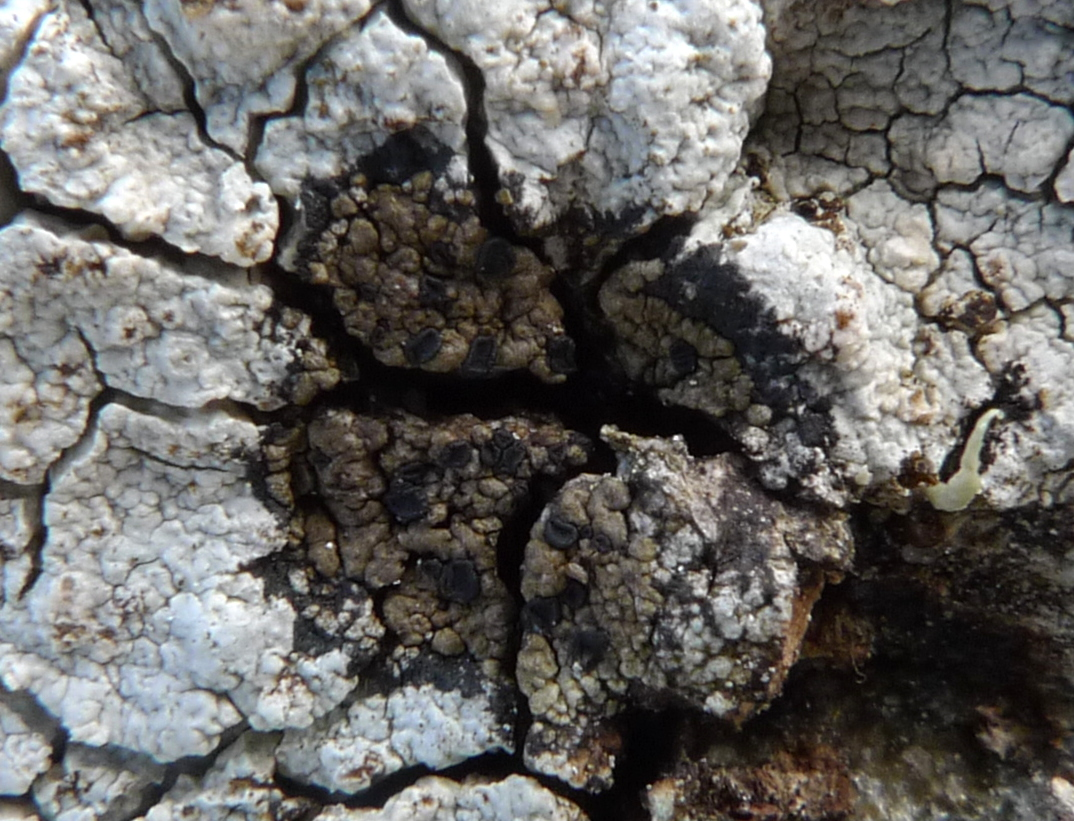